# The Arab (1915)
The Arab é um filme mudo do gênero aventura produzido nos Estados Unidos e lançado em 1915.